# Vlag van Misiones

Vlag van Misiones

De vlag van Misiones is een horizontale driekleur in de kleurencombinatie rood-blauw-wit. De bijnaam van de vlag is la rusa ("de Russische"), omdat de Russische vlag het omgekeerde is van die van Misiones, een van de 23 provincies van Argentinië. De vlag is in gebruik sinds 13 februari 1992.
De symbolische betekenis van de kleuren is als volgt: rood staat voor het bloed dat tijdens de onafhankelijkheids- en vrijheidsstrijd gevloeid is, blauw voor de republiek en wit voor grootsheid.